# Frontière entre Cuba et le Honduras
La frontière entre Cuba et le Honduras est entièrement maritime et se situe en mer des Caraïbes.
En août 2012, un traité fut formalisé avec une ligne de démarcation en 4 points dont la forme géométrique épouse la forme de l'île de la Jeunesse
- CH-1 19° 32’ 25.80” N. 84° 38’ 30.66” W.
- CH-2 19° 00’ 00” N. 84° 29’ 00” W.
- CH-3 19° 00’ 00” N. 84° 00’ 00” W.
- CH-4 19° 27’ 57” N. 83° 35’ 50” W.